# Chamaedorea fragrans
Espèce
Synonymes
- Chamaedorea pavoniana   H.Wendl. ex Dammer
- Chamaedorea ruizii 	  H.Wendl. ex Dammer
- Nunnezharia fragrans   Ruiz & Pav.
- Nunnezharia verschaffeltii   (Kerch.) Kuntze
- Nunnezia fragrans  (Ruiz & Pav.) Willd.

Chamaedorea fragrans est une espèce de plantes à fleurs de la familles des Arecaceae (les palmiers) originaire du  Pérou. Chamaedorea fragrans est indigène des contreforts orientaux des Andes péruviennes , où il pousse dans la forêt tropicale jusqu'à  800 m d'altitude.

## Description
Ce sont des palmiers en touffes, dressés, parfois décombants, formant des groupes de 2 x 3 à 6 m. Avec des tiges de 0,5-1,5 cm de diamètre, vertes, annelées, avec des entre-nœuds de 5-15 cm de long. Les feuilles : 4-7, étalées, bifides, avec des gaines de 10-15 cm de long, tubulaires, à taches vertes, séchées brunes, persistantes, longitudinalement striées de nervures, le pétiole de 2-5 cm de long ; rachis de 20 cm de long, feuille de 40-50 x 15-20 cm, réduite à 10 - 6 cm de large à l'apex. Les inflorescences sont infrafoliaires, émergeant souvent au travers les anciennes gousses. Le fruit mesure 12 mm de long, globuleux-ellipsoïde, noir, brillant, avec des graines noires ,.

## Taxonomie
Chamaedorea fragrans a été décrite par (Ruiz & Pav.) Mart. et publié dans Histoire Naturalis Palmarum 2: 4, t. 3, F. 1,2, en 1823 .
Étymologie
Chamaedorea : nom générique dérivé des mots grecs : χαμαί ( chamai ), qui signifie « sur le sol », et δωρεά ( dorea ), qui signifie « cadeau », faisant référence aux fruits facilement accessibles dans la nature (pour les palmophiles) de par la faible croissance de ces plantes .
fragrans, épithète latine signifiant « parfum », se référant aux fleurs mâles très odorantes .
Synonymie
- Chamaedorea pavoniana H.Wendl. ex Dammer
- Chamaedorea ruizii H. Wendl. ex Dammer
- Nunezharia fragrans Ruiz & Pav.
- Nunezharia verschaffeltii (Kerch. ) Kuntze
- Nunnezia fragrans (Ruiz & Pav. ) Willd. [4]

## Nom commun
Sangapilla, siasia, chutasllium - Pérou.

## Galerie

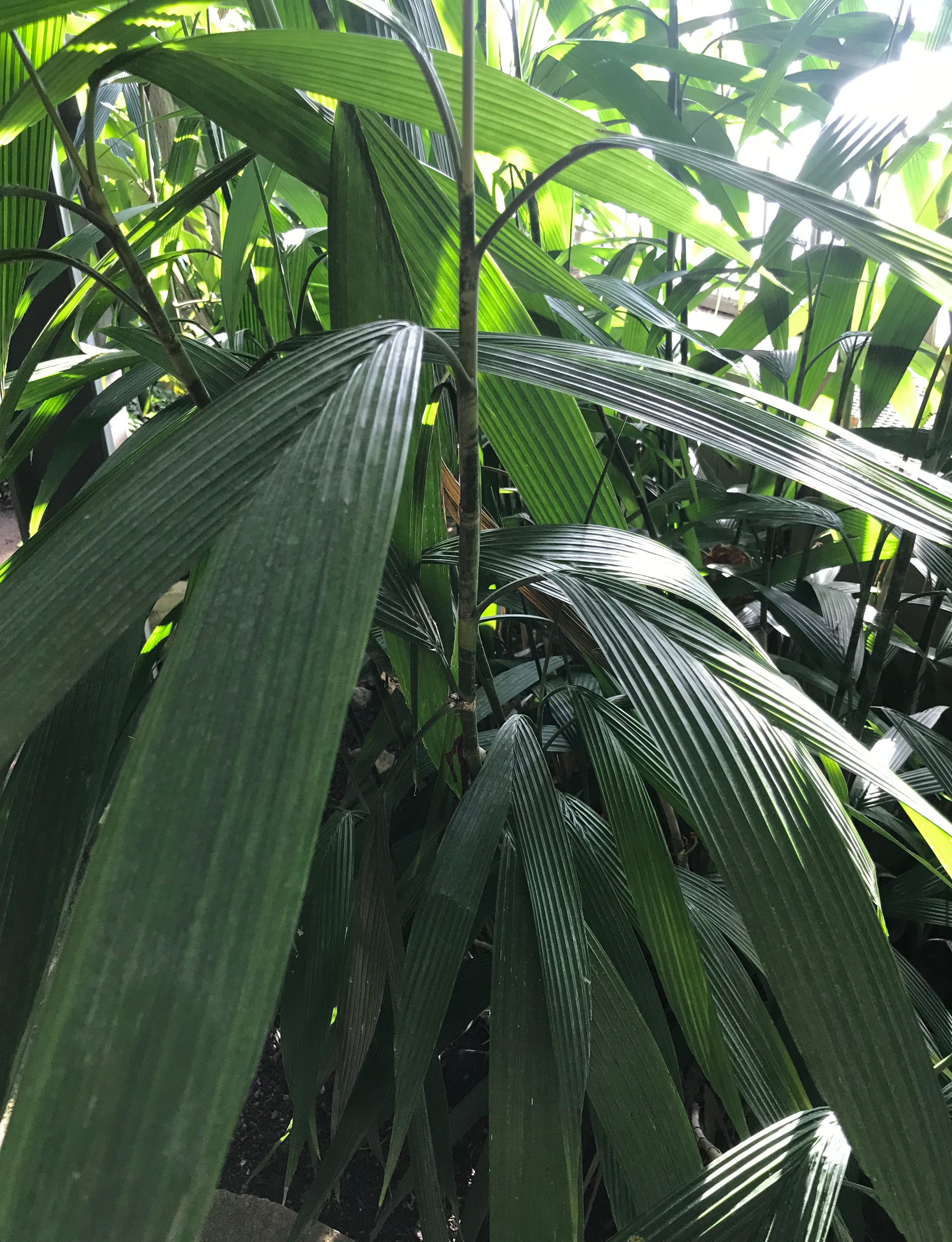
Chamaedorea fragrans feuillage
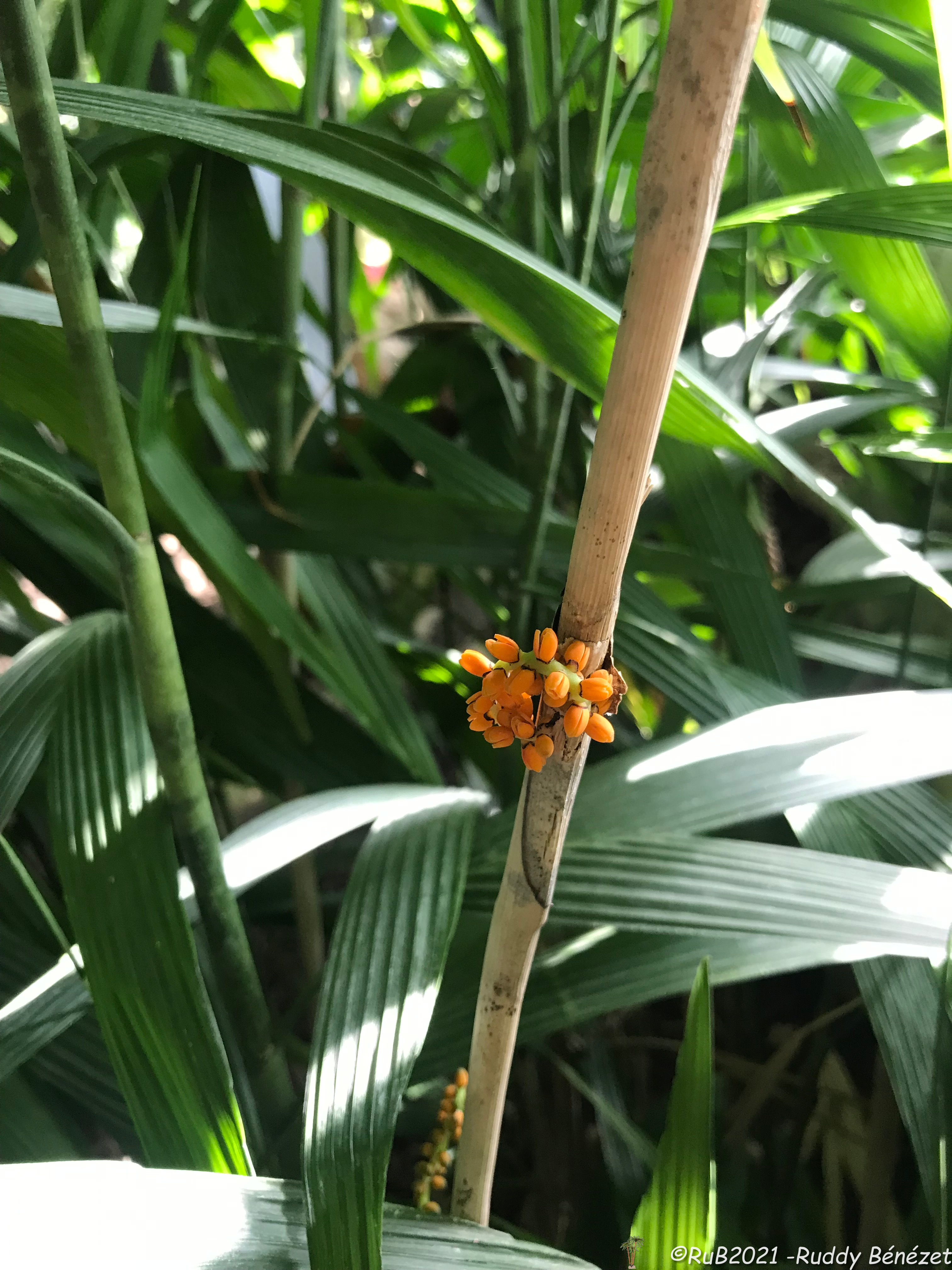
C. fragrans fleurs
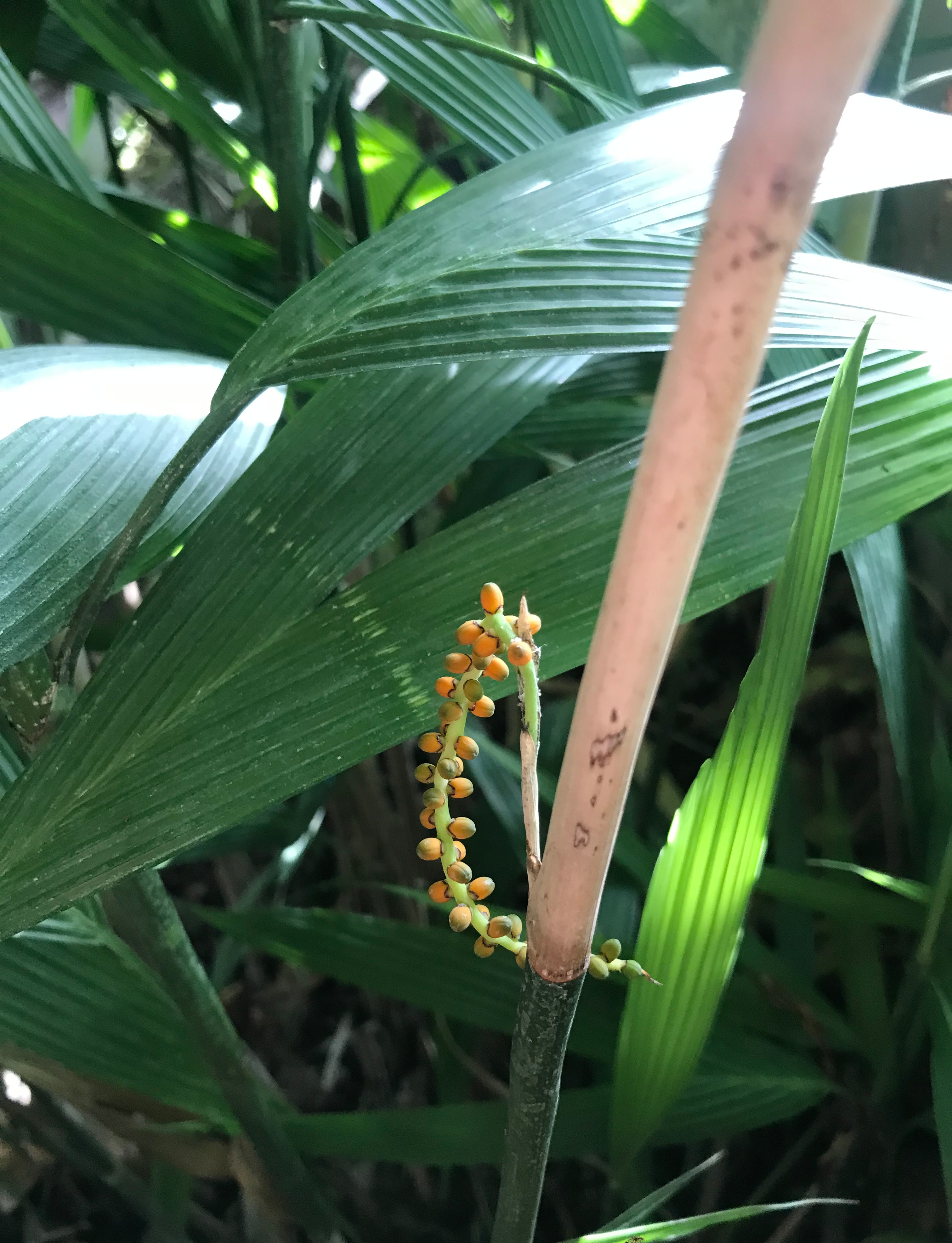
C. fragrans – inflorescence
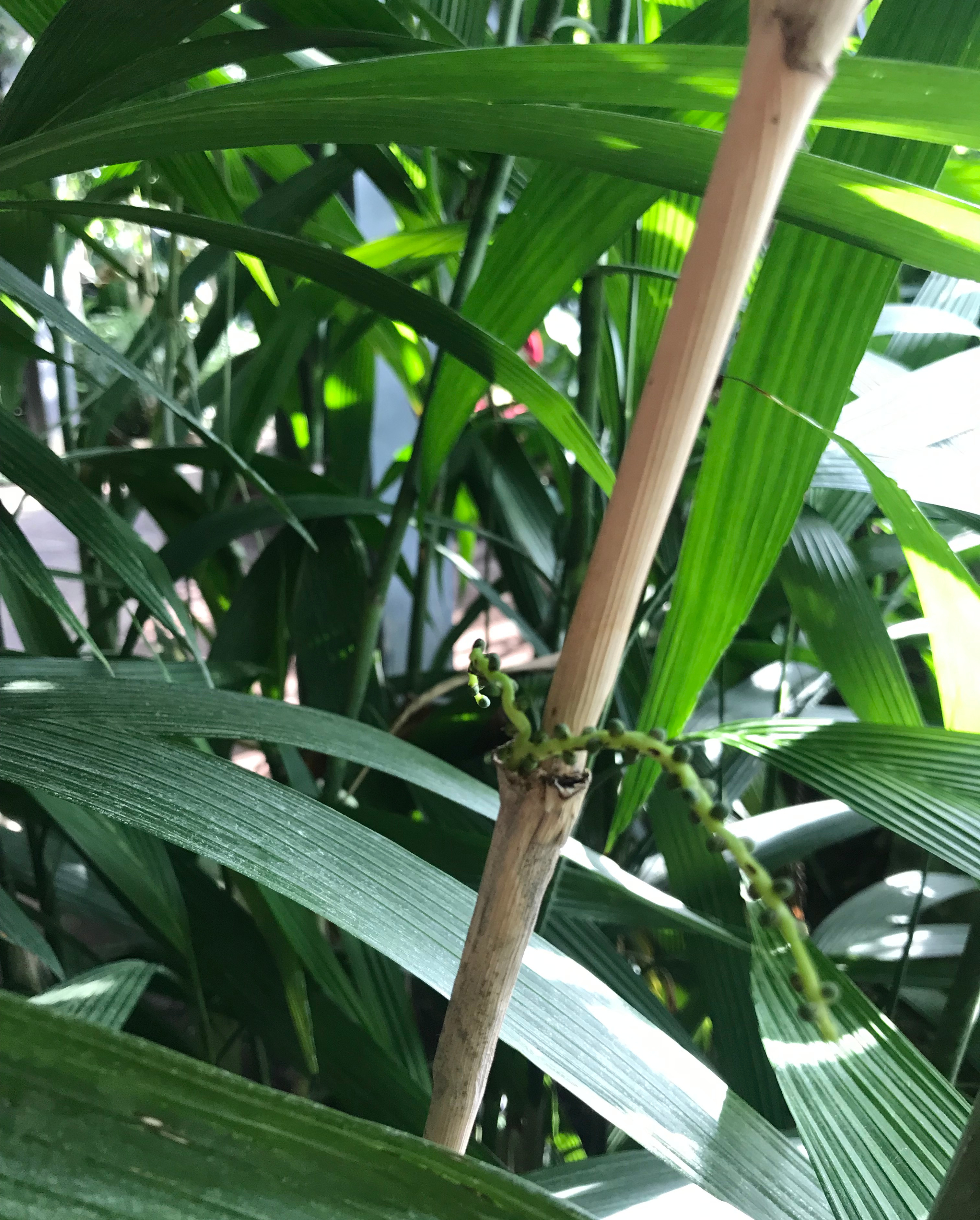
C. fragrans - infrutescence